# Noviglio
Noviglio is een gemeente in de Italiaanse metropolitane stad Milaan (regio Lombardije) en telt 3456 inwoners (31-12-2004). De oppervlakte bedraagt 15,6 km², de bevolkingsdichtheid is 233 inwoners per km².

## Demografie
Noviglio telt ongeveer 1301 huishoudens. Het aantal inwoners steeg in de periode 1991-2001 met 38,6% volgens cijfers uit de tienjaarlijkse volkstellingen van ISTAT.
| Jaar | Inwoneraantal |
| ---- | ------------- |
| 1991 | 2183          |
| 2001 | 3025          |

## Geografie
De gemeente ligt op ongeveer 103 m boven zeeniveau.
Noviglio grenst aan de volgende gemeenten: Gaggiano, Zibido San Giacomo, Rosate, Rosate, Vernate, Vernate, Binasco.